# Raymond Cicurel
Pour les articles homonymes, voir Cicurel.
Raymond Cicurel, né le 28 août 1920 à Alexandrie et mort le 9 mars 2008 à Paris 16e, est un musicien et philosophe.

## Biographie
Il est originaire d’une grande famille cairote. Son grand-père Moreno Cicurel avait créé les Grands magasins Cicurel (l'équivalent des Galeries Lafayette[Selon qui ?] dans la capitale égyptienne).
Après l'assassinat de son père en 1927, il est envoyé à Paris où il est élève du lycée Janson-de-Sailly. C'est là qu'il commence à jouer de la trompette au sein du « Hot Club de France ». Il y fait notamment la connaissance de Django Reinhardt et Stéphane Grappelli et participe à des concerts en leur compagnie.
En 1933, Liliane (Lily) Cicurel (1910-1967), sa sœur, se marie avec Pierre Mendès France.
Pendant la guerre, il retourne en Égypte et découvre le judaïsme, religion de ses ancêtres. Dès lors, il devient pratiquant et s'engage dans le mouvement des Jeunesses Loubavitch, aux côtés du rabbin hassidique Chmouel Azimov.
Musicien, il est aussi un guide spirituel, un raconteur d'histoires, un astrologue, un homme qui consacre une partie de sa vie à pratiquer la tsedaka (la charité).
En musique, après avoir été trompettiste de jazz, il se met aussi à la musique classique, devenant l'élève de Nadia Boulanger. Il découvre ensuite la musique contemporaine et travaille avec René Leibowitz qui avait introduit la musique dodécaphonique d'Arnold Schönberg en France. Adepte de la musique sérielle, il compose des œuvres pour piano et musique de chambre, ainsi que des airs de jazz.
Il trouve son inspiration en musique aussi bien auprès de Louis Armstrong, de Bix Beiderbecke que de Bach ou de Debussy. Son maître à penser en judaïsme est l’étonnant Monsieur Chouchani.
Précurseur, il s'intéresse à l'agriculture et à l'alimentation biologiques, à l’homéopathie, à l’acupuncture. Il pratique aussi l’astrologie et le feng shui.
Il est le père de Michel Cicurel et Ilana Cicurel.